# Гонсалес, Иньяки
Инья́ки Гонса́лес Самбра́но (исп. Iñaki González Zambrano; 27 июля 2004 года, Фуэнте-дель-Маэстре, Испания) — испанский футболист, полузащитник испанского клуба «Лас-Пальмас».

## Клубная карьера
Иньяки Гонсалес начал свою футбольную карьеру в родном городе Фуэнте-дель-Маэстре, выступая за местные клубы «Гран Маэстре» и «Атлетико Сан Хосе». Позже он перешёл в академию клуба «Эстремадура», за которую выступал до 2021 года. Затем, с 2021 по 2022 год, он выступал за молодёжную команду «Бадахоса».
17 августа 2022 года Иньяки Гонсалес перешёл в «Лас-Пальмас». В сезоне 2023/24 полузащитник выступал за «Лас-Пальмас Атлетико», в составе которого провёл 34 матчах во всех турнирах, отметившись забитым мячом. 31 октября 2023 года в матче Кубка Испании против клуба «Манакор» (0:3) он дебютировал за взрослую команду «Лас-Пальмаса», выйдя на замену на 88-й минуте. 13 января 2024 года в матче против «Вильярреала» (3:0) Иньяки Гонсалес дебютировал за «Лас-Пальмаса» в Ла Лиге, выйдя на замену на 86-й минуте.
31 июля 2024 года Гонсалес на правах арендного соглашения перешёл в «Унионистас» до конца сезона 2024/25. 25 августа 2024 года в матче Примеры Федерасьон против клуба «Сестао Ривер» (1:1) он дебютировал за новый клуб, выйдя в стартовом составе. Летом 2025 года по завершении арендного соглашения вернулся в «Лас-Пальмас».

## Статистика
| Выступление            | Выступление         | Выступление      | Чемпионат | Чемпионат | Кубки | Кубки | Другие | Другие | Итого | Итого |
| Клуб                   | Лига                | Сезон            | Игры      | Голы      | Игры  | Голы  | Игры   | Голы   | Игры  | Голы  |
| ---------------------- | ------------------- | ---------------- | --------- | --------- | ----- | ----- | ------ | ------ | ----- | ----- |
| → Эстремадура B        | Терсера Федерасьон  | 2021/22          | 12        | 0         | —     | —     | —      | —      | 12    | 0     |
| → Эстремадура B        | Итого               | Итого            | 12        | 0         | —     | —     | —      | —      | 12    | 0     |
| → Бадахос B            | Примера Эстремадура | 2022/23          | 2         | 0         | —     | —     | —      | —      | 2     | 0     |
| → Бадахос B            | Итого               | Итого            | 2         | 0         | —     | —     | —      | —      | 2     | 0     |
| Лас-Пальмас            | Примера             | 2023/24          | 1         | 0         | 1     | 0     | —      | —      | 2     | 0     |
| Лас-Пальмас            | Итого               | Итого            | 1         | 0         | 1     | 0     | —      | —      | 2     | 0     |
| → Лас-Пальмас Атлетико | Терсера Федерасьон  | 2023/24          | 32        | 1         | —     | —     | 2      | 0      | 34    | 1     |
| → Лас-Пальмас Атлетико | Итого               | Итого            | 32        | 1         | —     | —     | 2      | 0      | 34    | 1     |
| → Унионистас           | Примера Федерасьон  | 2024/25          | 30        | 0         | 1     | 0     | —      | —      | 31    | 0     |
| → Унионистас           | Итого               | Итого            | 30        | 0         | 1     | 0     | —      | —      | 31    | 0     |
| Всего за карьеру       | Всего за карьеру    | Всего за карьеру | 78        | 1         | 2     | 0     | 2      | 0      | 82    | 1     |

1. ↑  Переходные матчи Сегунды Федерасьон.